# 五日市線
五日市線（日语：／ Itsukaichi sen */?）是一條連結東京都昭島市拜島站和東京都秋留野市武藏五日市站，屬於東日本旅客鐵道（JR東日本）的鐵路線。車站編號使用的路線記號為JC。

## 概要
全線根據旅客營業規則包括在大都市近郊區間的「東京近郊區間」與IC乘車卡「Suica」的首都圈地域內。

## 路線資料
- 管轄（事業類別）：東日本旅客鐵道（第一種鐵道事業者）
- 路線距離（營業距離）：11.1公里[2]
- 軌距：1067毫米
- 站數：7個（包括起終點站）[2]
  - 若只限屬於五日市線的車站，排除屬於青梅線的拜島站[3]則為6個。
- 複線路段：沒有（全線單線）
- 電氣化路段：全線（直流電1500V 高架電纜）
- 閉塞方式：單線自動閉塞式
- 運轉指令所（日语：運転指令所）：拜島CTC中心
- 保安裝置：ATS-P
- 最高速度：85公里/小時

全線由八王子支社管轄。

## 運行形態
由東京站經青梅線及中央線的直通列車，平日早上有兩班，週六及假日之青梅特快列車有一班。由八高線高麗川站至拜島車站是4卡列車、在拜島站連結成10卡列車。另一方面，下行電車於每日有兩班、平日的兩班會與八高線之列車合併、假日及星期六，一班住青梅線青梅站、一班是與八高線之列車合併。
在週六假日在新宿站出發、以及在東京站到達的「ホリデー快速あきがわ號」有三班來往。（詳細請參考假日快速奧多摩）。

## 使用車輛
所有車輛都是電力動車組。
所有車輛是由豐田車輛中心的E233系由六卡組成（週六假日有一部是六卡組成）。與中央線的色帶（■）相同。E233系是在2007年3月18日開始營運，平日早上由武藏五日市站出發的中央線直通往東京的女性専用車。

### 過去使用之車輛
- 103系
- 201系

## 历史
本路線原本是私鐵的五日市鐵道。於1930年開通，路線為立川 - 拜島 - 武藏五日市 - 武藏岩井間，立川 - 拜島之間的青梅電氣鐵道（現在的青梅線）是完全並行的。1940年與南武鐵道合併，改稱五日市線，1944年國有化。

### 年表
- 1925年（大正14年）
  - 4月21日 五日市鐵道 拜島(舊) - 五日市之間（長：10.62km）開始營業。新設拜島（舊）停車場、東秋留車站、西秋留車站、增戶車站、五日市車站。
  - 5月15日 路線延長至拜島車站（延長0.48km），青梅電氣鐵道新設車站。拜島（舊）停車場停用。
  - 5月16日 增戶車站改稱武藏增戶車站
  - 6月1日 五日市車站改稱武藏五日市車站
  - 9月20日 路線延長至武藏岩井車站（延長2.74km）。新設大久野車站、武藏岩井車站。
- 1926年（大正15年）7月1日 新設（貨）多摩川車站。
- 1930年（昭和5年）
  - 4月1日 營業距離改變至13.9km。
  - 4月4日 新設病院前停留場。
  - 7月13日 路線延長至立川車站(延長8.1km)。新設武藏上之原車站、郷地車站、武藏福島停留場、南中神車站、宮澤停留場、大神停留場、武藏田中停留場、南拜島車站
- 1931年（昭和6年）
  - 5月28日新設 熊川停留場
  - 5月29日 武藏田中停留場升級為武藏田中車站。
  - 10月30日 熊川停留場升級為熊川車站。
  - 12月8日 貨運支線：武藏田中 - 拜島多摩川之間 (長：1.6km) 開始營業。新設（貨）拜島多摩川車站。（貨）多摩川車站改稱（貨）武藏多摩川車站。
- 1940年（昭和15年）10月3日 與南武鐵道合併，改稱五日市線。（貨）武藏多摩川車站停用。
- 1944年（昭和19年）
  - 4月1日 國有化五日市線。所有停留場升級至車站。病院前停留場改稱武藏引田車站。武藏上之原車站、宮澤停留場、武藏田中車站停用。貨運支線（武藏田中 - 拜島多摩川間）之起點車站改為南拜島車站 (延長1.4km)。武藏五日市 - 武藏岩井間改變距離 (減少0.1km)
  - 10月11日 本線 立川 - 拜島之間 (8.1km)、貨運支線 南拜島 - 須島多摩川間 (3.0km) 停運。郷地車站、武藏福島車站、南中神車站、大神車站、南拜島車站、（貨）拜島多摩川車站停用。
- 1961年（昭和36年）2月17日 拜島 - 武藏岩井之間電氣化（直流1500V）
- 1971年（昭和46年）2月1日 本線 大久野 - 武藏岩井之間 (0.6km) 停運。武藏岩井車站停用。武藏五日市 - 大久野之間旅客營運停運，改為貨運支線。全線引入CTC。
- 1982年（昭和57年）11月15日 貨運支線 武藏五日市 - 大久野 (2.1km) 停用。（貨）大久野車站停用。立川 - 武藏五日市之間貨運服務停用。
- 1987年（昭和62年）
  - 3月31日 西秋留車站改稱秋川車站
  - 4月1日 國鐵分割民營化，東日本旅客鐵道繼承路線。
- 2007年（平成19年）3月18日 中央線開始以201系電力動車組直通至本路線，E233系開始營運。

## 車站列表
- 定期列車包括中央線·青梅線直通列車的所有列車停靠所有車站。
- 軌道（全線單線） … ◇・∨・∧：可進行列車交會、｜：不可進行列車交會
- 所有車站均位於東京都

| 車站編號 | 中文站名   | 日文站名 | 英文站名 | 站間營業距離 | 累計營業距離 | 接續路線                                                              | 軌道 | 所在地   |
| -------- | ---------- | -------- | -------- | ------------ | ------------ | --------------------------------------------------------------------- | ---- | -------- |
|          | 拜島       |          |          | -            | 0.0          | 東日本旅客鐵道： 青梅線（直通運行）、八高線 西武鐵道： 拜島線（SS36） | ∨    | 昭島市   |
|          | 熊川       |          |          | 1.1          | 1.1          |                                                                       | ｜   | 福生市   |
|          | 東秋留     |          |          | 2.4          | 3.5          |                                                                       | ◇    | 秋留野市 |
|          | 秋川       |          |          | 2.2          | 5.7          |                                                                       | ◇    | 秋留野市 |
|          | 武藏引田   |          |          | 1.5          | 7.2          |                                                                       | ｜   | 秋留野市 |
|          | 武藏增戶   |          |          | 1.3          | 8.5          |                                                                       | ◇    | 秋留野市 |
|          | 武藏五日市 |          |          | 2.6          | 11.1         |                                                                       | ∧    | 秋留野市 |

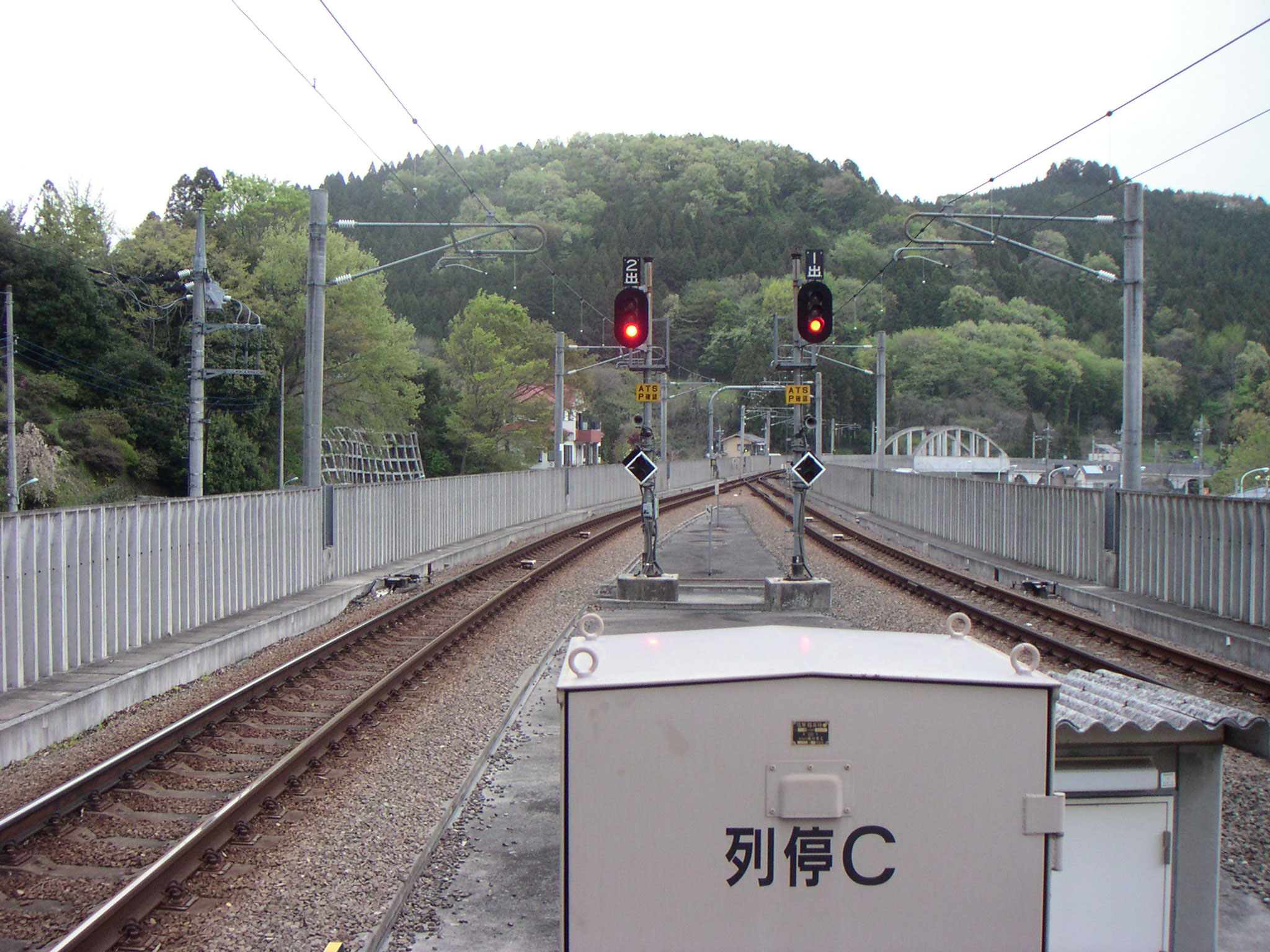
武藏五日市車站（2006年4月）
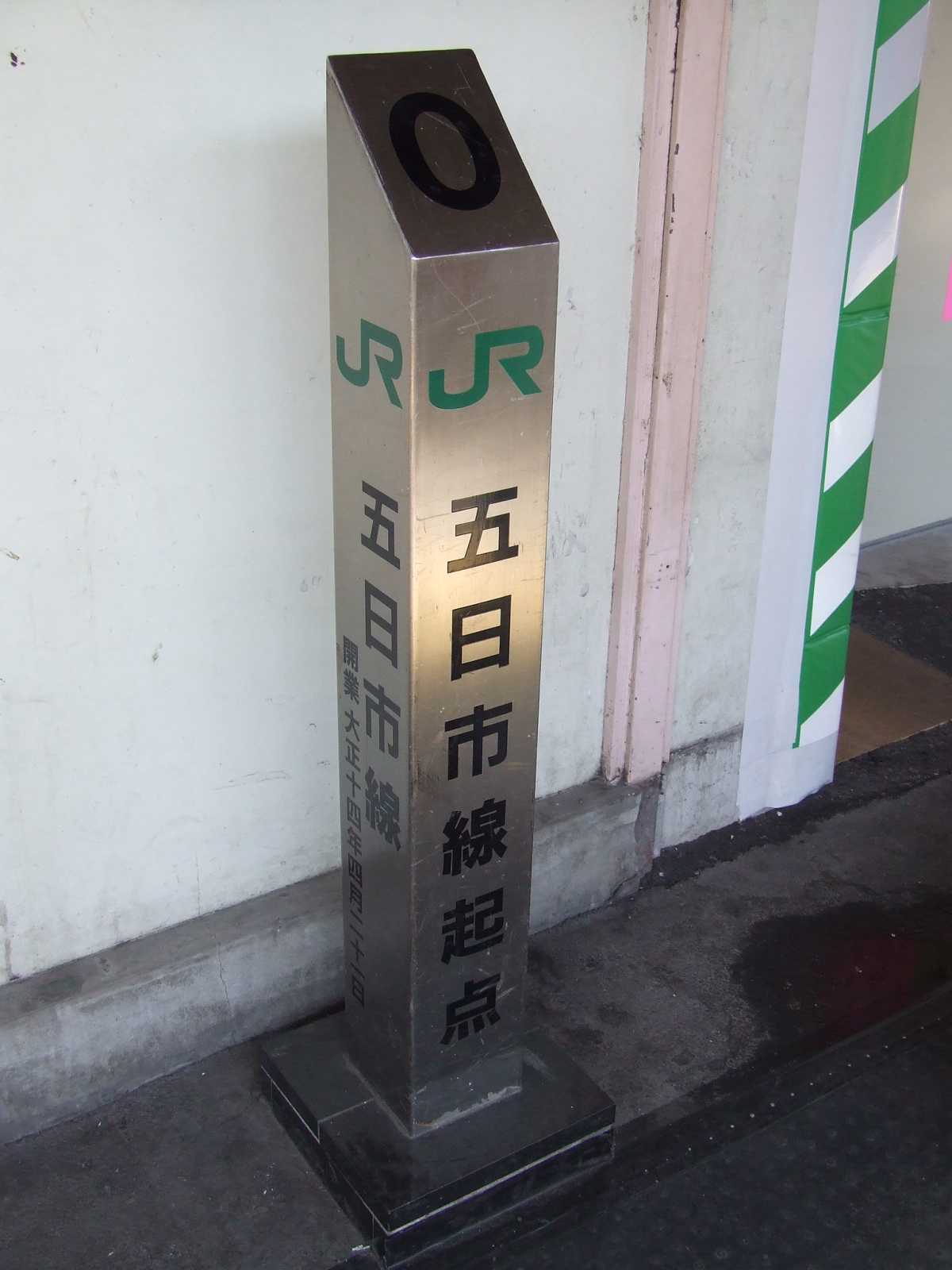
五日市線（拜島車站）

### 廢除路段
- （）內的數值是起點起計的營業距離

本線（1982年全線廢除）
武藏五日市站（0.0）－三內信號扱所－大久野站（2.1）－武藏岩井站（2.7）
- 大久野站－武藏岩井站間在1971年廢除。另外，武藏五日市站－武藏岩井站間的旅客營業也在同時廢除。
- 三內信號扱所視作武藏五日市站構內。
- 與赤字83線旅客營業的廢除同時期，但此路段不是該範圍內。

本線（1944年休止）
立川站（0.0）－武藏上之原站（0.8）－鄉地站（2.1）－武藏福島站（2.8）－南中神站（3.5）－宮澤停留場（4.5）－大神站（5.1）－武藏田中站（5.5）－南拜島站（6.6）－拜島站（8.1）
- 武藏上之原站、宮澤停留場、武藏田中站在此路段廢線前廢除。

貨物支線（1944年休止）
武藏田中站（0.0）－（貨）拜島多摩川站（1.6）

### 廢站
廢除路段的車站除外。（）內的數值是拜島站起計的營業距離。
- （貨）武藏多摩川站 - 1940年廢除，熊川站－東秋留站間（2.0）

## 腳注
1. 1 2  立川站－武藏上之原站曾是二重線籍，南武鐵道貨物線是0.9公里
2. 1 2  『歴史でめぐる鉄道全路線 国鉄・JR』 13頁
3. ↑  『停車場変遷大事典 国鉄・JR編』JTB 1998年 ISBN 978-4533029806